# Анка Бакова
Ані Стоянова "Анка" Бакова (болг. Ани Стоянова "Анка" Бакова; нар. 22 лютого 1957, Перуштиця) — болгарська спортсменка, академічна веслувальниця, бронзова призерка Олімпійських ігор з академічного веслування в четвірці парній з рульовим, чемпіонка і призерка чемпіонатів світу.

## Спортивна кар'єра
1977 року на чемпіонаті світу в Амстердамі Бакова завоювала бронзу в змаганнях четвірок парних з рульовою.
На чемпіонаті світу 1978 року в Карапіро у складі команди стала чемпіонкою в змаганнях четвірок парних з рульовою. 
На чемпіонаті світу 1979 стала срібною призеркою в змаганнях четвірок парних з рульовою.
На Олімпійських іграх 1980, за відсутності на Олімпіаді через бойкот ряду команд західних та ісламських країн, Бакова у складі четвірки парної з рульовою у фінальному заїзді прийшла до фінішу третьою, завоювавши разом з подругами Мар'яною Сербезовою, Долорес Наковою, Румеляною Бончевою та рульовою Анкою Георгієвою бронзову нагороду.
1981 року на чемпіонаті світу в Мюнхені разом з Іскрою Веліновою завоювала бронзу у двійках парних.